# Lobelia nummularia
Lobelia nummularia är en klockväxtart som beskrevs av Jean-Baptiste de Lamarck. Lobelia nummularia ingår i släktet lobelior, och familjen klockväxter. Inga underarter finns listade i Catalogue of Life.

## Bildgalleri

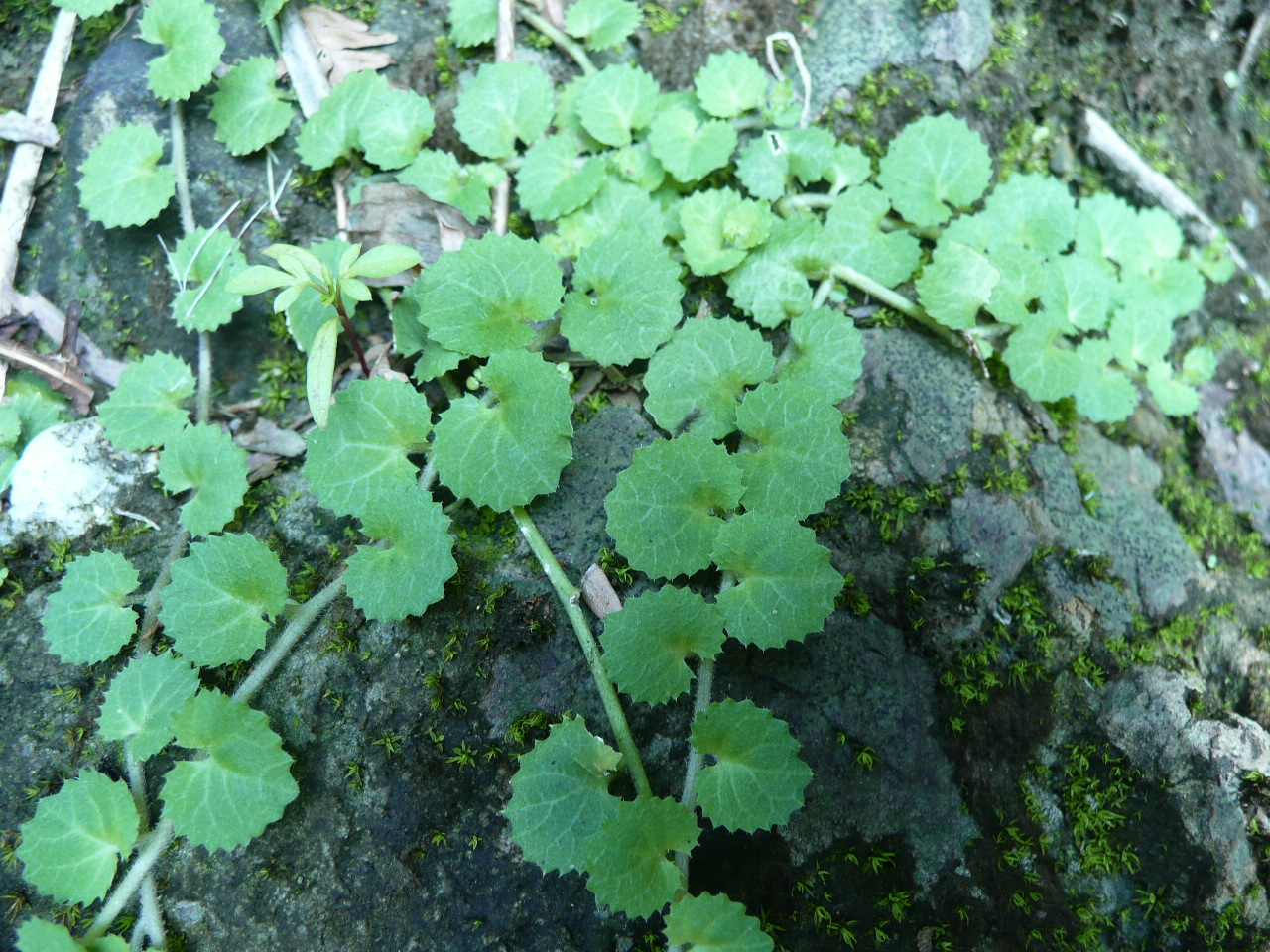
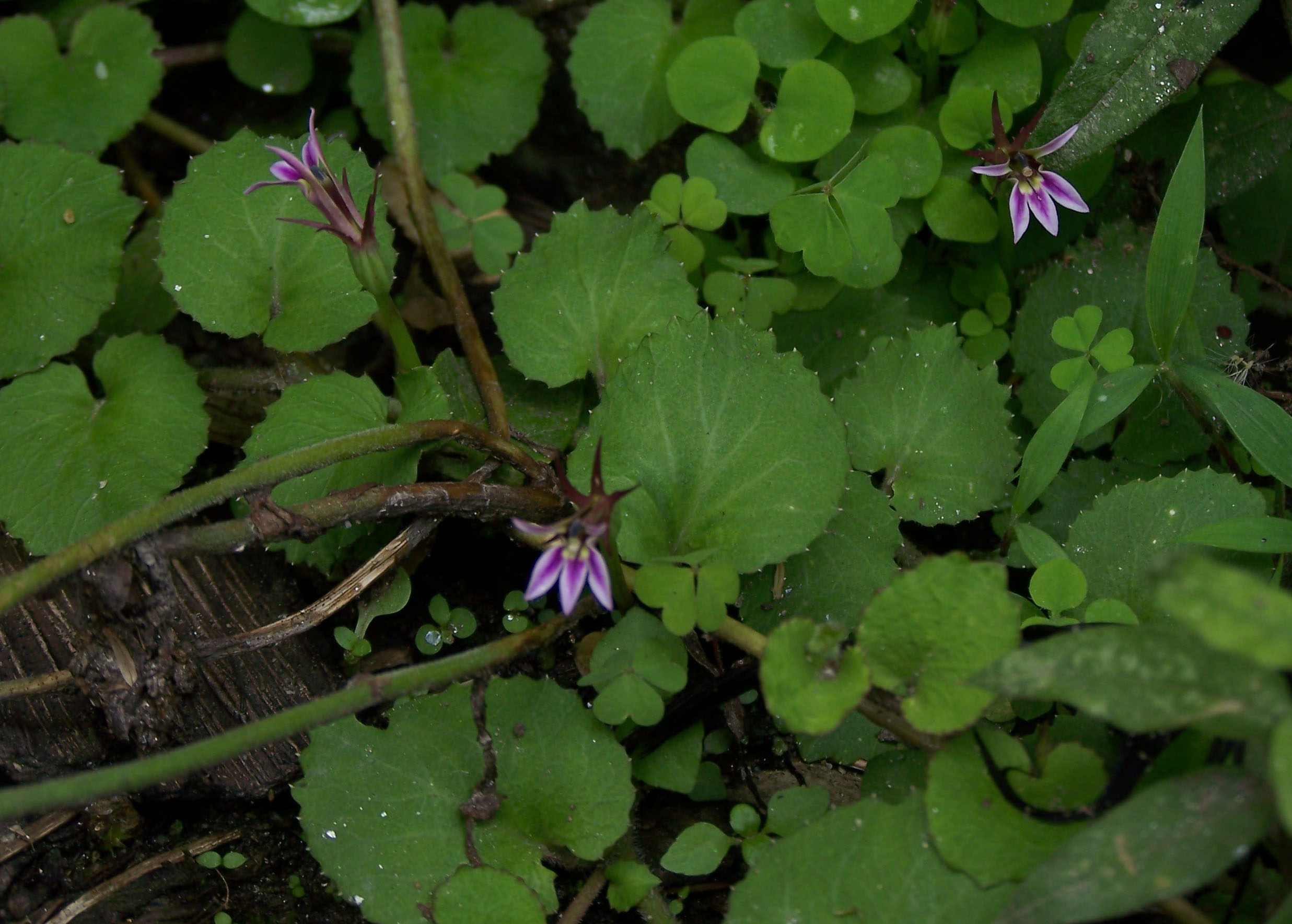
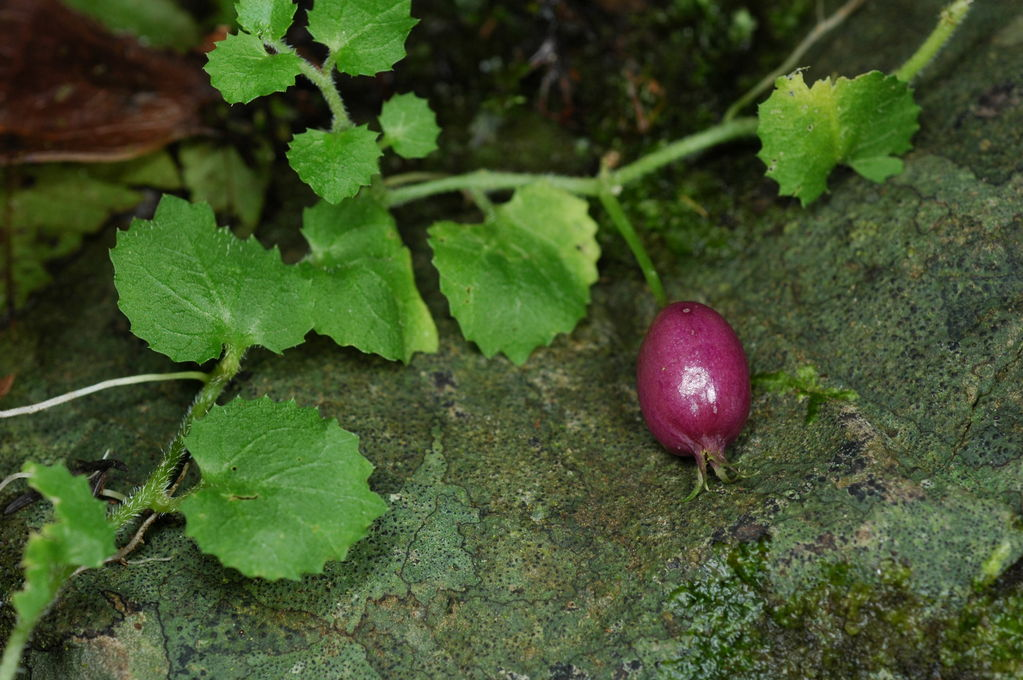
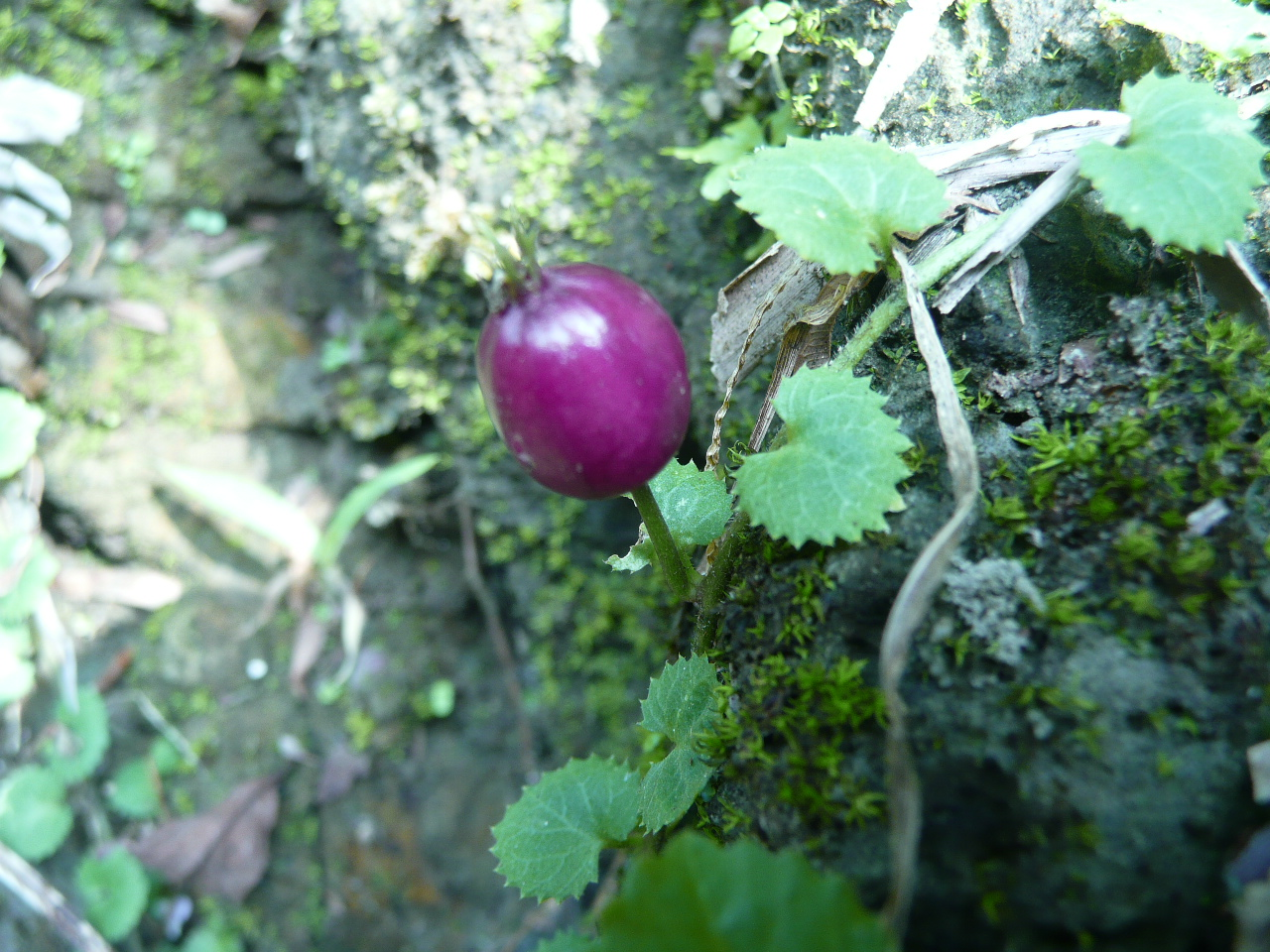